# Lonchaea laticornis
Lonchaea laticornis är en tvåvingeart som beskrevs av Johann Wilhelm Meigen 1826. Lonchaea laticornis ingår i släktet Lonchaea och familjen stjärtflugor. Arten är reproducerande i Sverige. Inga underarter finns listade i Catalogue of Life.